# Westerholt
Westerholt è un comune di 2.334 abitanti della Bassa Sassonia, in Germania.
Appartiene al circondario (Landkreis) di Wittmund (targa WTM) ed è parte della comunità amministrativa (Samtgemeinde) di Holtriem.